# Dichilus gracilis
Dichilus gracilis är en ärtväxtart som beskrevs av Christian Friedrich Frederik Ecklon och Carl Ludwig Philipp Zeyher. Dichilus gracilis ingår i släktet Dichilus och familjen ärtväxter. Inga underarter finns listade i Catalogue of Life.